# Zimmermann (piano)
Zimmermann is een Duitse pianofabrikant. De fabriek komt uit Leipzig, waar ze in 1884 is opgericht. In 1991, direct na Die Wende is Zimmermann overgenomen door de Bechstein-Gruppe, en werden de piano's en vleugels gefabriceerd in Seifhennersdorf. 
Bechstein produceert drie merken in hun fabriek in Duitsland (Seifhennersdorf en Berlijn): C. Bechstein, Bechstein Academy en Zimmermann. Het hout voor de zangbodem komt uit Italië. 
De andere 2 merken ( Hoffmann en  Euterpe ) worden geproduceerd in Tsjechië en de finisage gebeurt tevens in Duitsland (Seifhennersdorf).
Het merk Wilh. Steinmann wordt in China geproduceerd en is naar "Chinese maatstaf" een van de betere Chinese piano's. 